# أرخبيل قورية
أرخبيل قورية أرخبيل يقع في الوسط التونسي شرق مدينة المنستير، وهو يضم جزيرتين قاريّتان ومجموعة جزيرات صخرية أخرى هما:
- قورية.
- كونيليارة.

طول الجزيرة الكبيرة (قورية)، 3،5 كيلو مترا وعرضها كيلومترين، وهي تغطي حوالي 270 هكتار.تمفصلها عن قورية الصّغيرة (كونيليارة) مسافة ميلين، وتبلغ مساحتها حوالي مائة هكتار، تتكون معظمها من أراض منخفضة وسهول المد والجزر. تتكون الركيزة من الحجر الرملي وصخور كربونية تغطيها الرمال ألّتي جلبها البحر. جزر قورية مسطحة ومنخفضة (ارتفاعها 5 متر بحد أقصى فوق مستوى سطح البحر).
هذه الجزر تلعب دورا هاما من حيث التنوع البيولوجي : فهي محطّة هامّة لتوقّف طيور ذات أهمّيّة مثل فصيلة من النوارس تدعى علميّا (Chroicocephalus genei) وهي مصنّفة على أنّها مهدّدة. كما أنها تشكل أهم مواقع التّعشيش للسلاحف البحرية ضخمة الرأس (Caretta caretta في اللاتينية) في جنوب البحر الأبيض المتوسط، وبالتّالي فإنّ هتان الجزيرتان تشكّلان بذلك نظاما إيكولوجيّا ضعيفا.
من الجدير بالذكر أن في شمال الجزر وعلى أعماق ضحلة جدا, توجد تشكيلات في قاع البحر لمواد ووسط أحيائيّة تعدّ نادرة جدّا ومهدّدة في منطقة البحر الأبيض المتوسط.

## ملاحظة
هذا المقال مترجمة كلّيّا أو جزئيّا من الفرنسيّة إلى العربيّة, المقال الأصلي هو:أرخبيل قورية, قائمة الكتّاب الأصليّين للمقال: الكتّاب

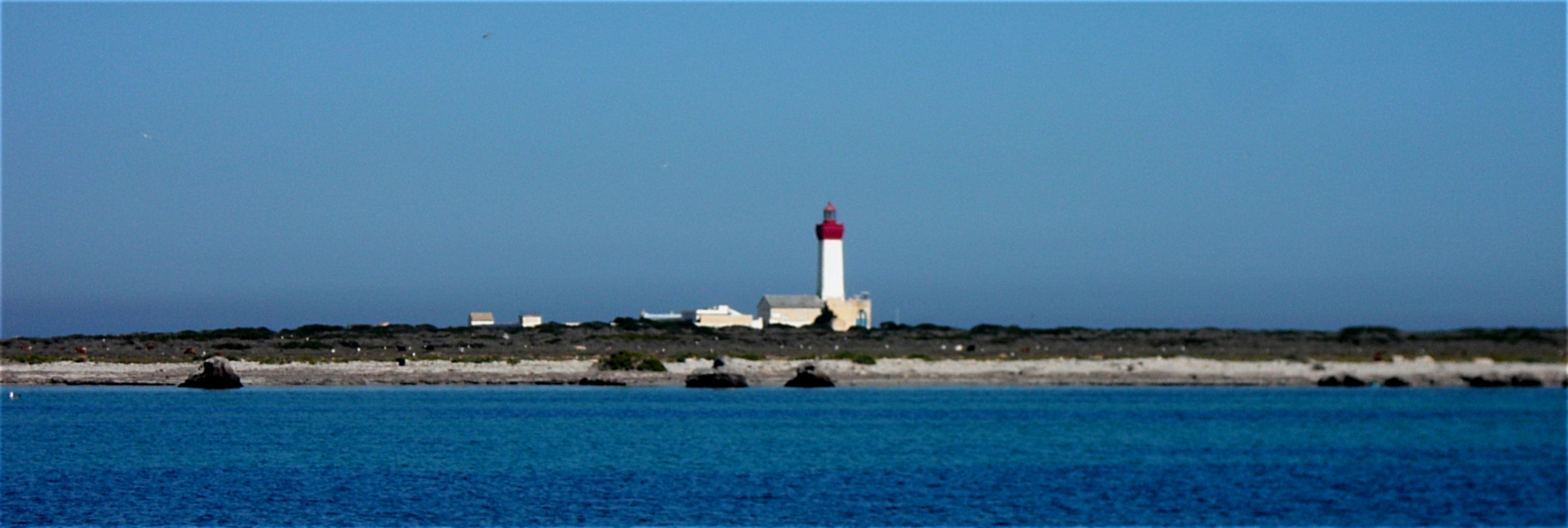
صورة ناظور قورية مأخوذة من جزيرة قورية الصغيرة
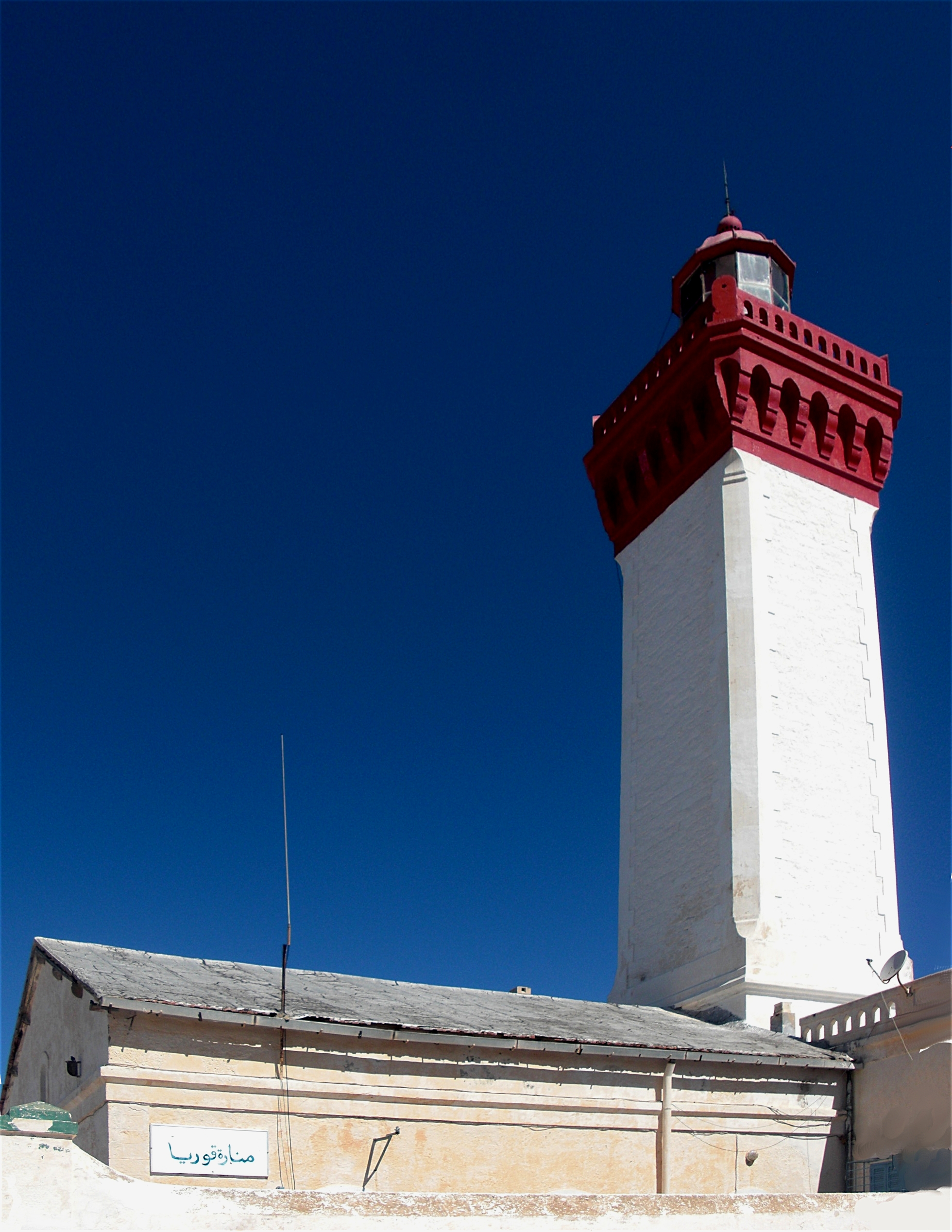
صورة ناظور قورية
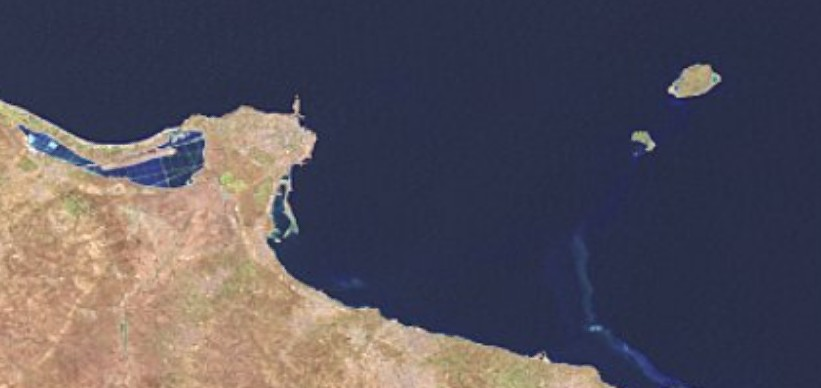
صورة فضائية لأرخبيل قورية قرب مدينة المنستير (على اليسار)